# Surachai Jaturapattarapong
Surachai Jaturapattarapong (en tailandés: สุรชัย จตุรภัทรพงศ์); Bangkok, Tailandia; 20 de noviembre de 1969) es un exfutbolista y entrenador de fútbol de Tailandia que jugaba en la posición de centrocampista. Actualmente es el director deportivo del BG Pathum United desde 2017.

## Carrera

### Club
| Periodo   | Club                       | Partidos | Goles |
| --------- | -------------------------- | -------- | ----- |
| 1991–1997 | Thai Farmers Bank FC       | 189      | 32    |
| 1998–2000 | Stock Exchange of Thailand | 70       | 12    |
| 2001–2002 | Gombak United FC           | 32       | 5     |
| 2003–2005 | Home United FC             | 80       | 10    |

### Selección nacional
Jugó para Tailandia en 86 ocasiones entre 1990 y 2001 anotando siete goles, con la que ganó cuatro medallas de oro en los Juegos del Sureste Asiático, tres de ellas de manera consecutiva. También participó en tres ocasiones en la Copa Asiática y en los Juegos Asiáticos de 1998.

### Entrenador
| Periodo   | Club             |
| --------- | ---------------- |
| 2009–2010 | Bangkok Glass    |
| 2012      | Bangkok Glass    |
| 2012–2014 | Chainat Hornbill |
| 2013      | Tailandia        |
| 2017      | Bangkok Glass    |
| 2022      | BG Pathum United |

## Logros

### Jugador

#### Selección nacional
- Sea Games  (4): 1993, 1995, 1997, 1999

 (1); 1991
- ASEAN Football Championship : 1996, 2000, 2002
- King's Cup  (2): 1994, 2000,

#### Club
Thai Farmer Bank
- AFC Champions League  (2): 1994, 1995
- Thai League T1  (4): 1991, 1992, 1993, 1995
- Queen's Cup  (2): 1994, 1995
- Afro-Asian Club Championship  (1): 1994

 Home United
- S.League  (1): 2003
- Singapore Cup  (1): 2003, 2005

### Individual
- Futbolista del año en la S.League (1): 2004

#### Entrenador
Club
 Bangkok Glass
- Thai Super Cup  (1): 2009
- Queen's Cup  (1): 2010

## Estadísticas

### Goles con selección nacional
| #  | Fecha      | Sede                        | Rival        | Resultado | Torneo                              |
| -- | ---------- | --------------------------- | ------------ | --------- | ----------------------------------- |
| 1. | 4-12-1995  | Chiang Mai, Tailandia       | Indonesia    | 2-1       | 1995 Southeast Asian Games          |
| 2. | 4-12-1995  | Chiang Mai, Tailandia       | Indonesia    | 2-1       | 1995 Southeast Asian Games          |
| 3. | 7-7-1996   | Singapur                    | Birmania     | 7-1       | 1996 Asian Cup Qualification        |
| 4. | 7-7-1996   | Singapur                    | Birmania     | 7-1       | 1996 Asian Cup Qualification        |
| 5. | 21-11-1998 | Bangkok, Tailandia          | Turkmenistán | 3-3       | Amistoso                            |
| 6. | 12-12-1998 | Bangkok, Tailandia          | Catar        | 1-2       | Juegos Asiáticos de 1998            |
| 7. | 30-7-1999  | Bandar Seri Begawan, Brunéi | Filipinas    | 9-0       | Juegos del Sudeste Asiático de 1999 |